# Politique en Californie

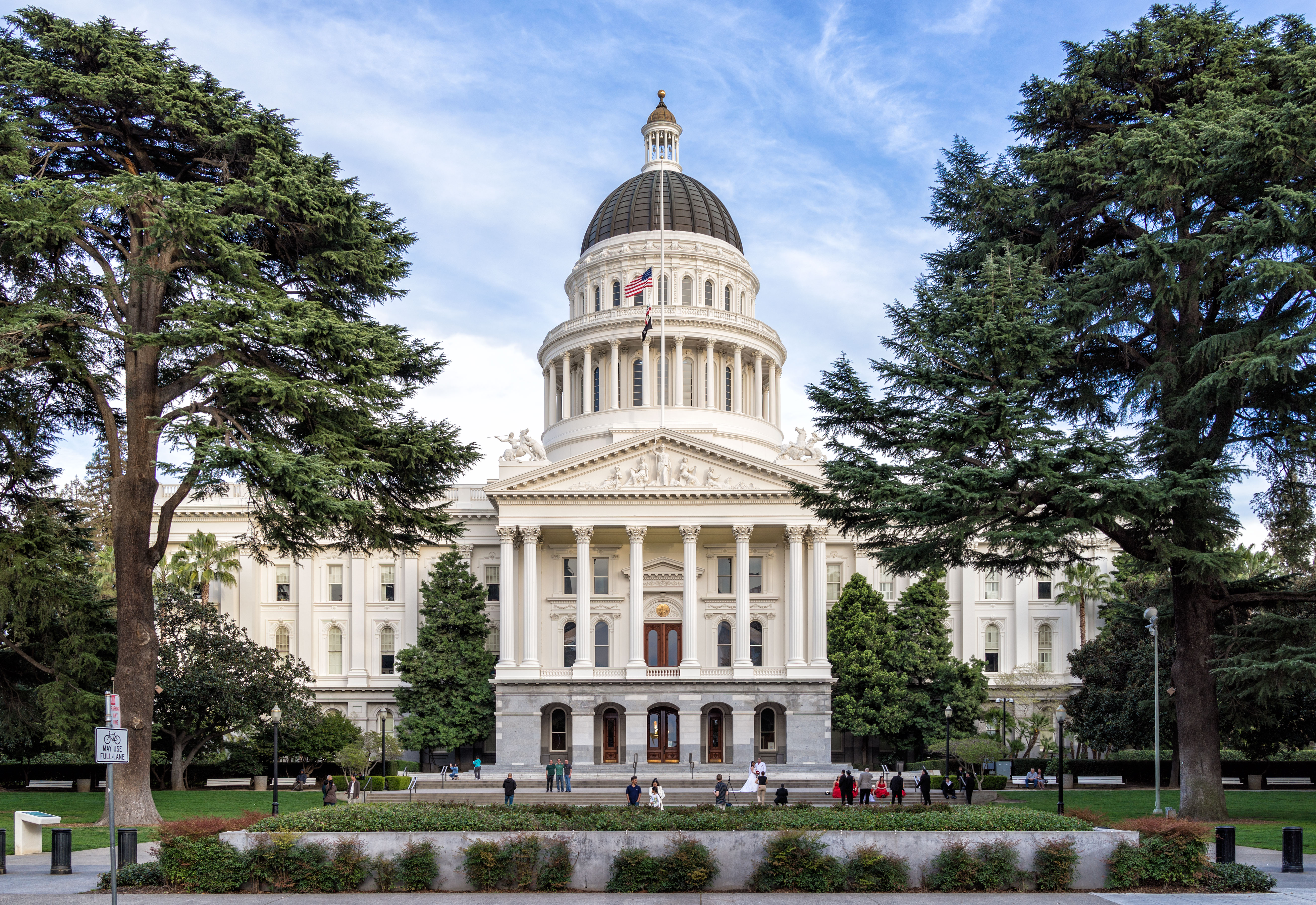
Le Capitole de l'État de Californie, symbole de la politique du Golden State.

Comme chaque État fédéré des États-Unis, la Californie possède son propre régime politique, reposant sur une Constitution et un gouverneur.
L'État de Californie est une République divisée en trois branches de gouvernement, la branche exécutive comprenant le gouverneur de Californie et son cabinet, la branche législative comprenant l'Assemblée de l'État et le Sénat, et la branche judiciaire consistant en une Cour suprême et d'autres tribunaux inférieurs. Depuis le début du XXe siècle, la Californie suit aussi une tradition de démocratie directe, illustrée par le recours fréquent au référendum d'initiative populaire (parmi les propositions les plus connues, les numéros 8, 13, 19 et 218) et l'utilisation en 2003 de la procédure de rappel contre le gouverneur Gray Davis. Elle est lors des élections présidentielles et pour le Sénat des États-Unis un bastion du Parti démocrate — George H. W. Bush est le dernier républicain à gagner la Californie lors d'une élection présidentielle, en 1988 — bien qu'étant plus partagée au niveau local (dans sa législature d'État et à la Chambre des représentants des États-Unis).
Au niveau fédéral, comme chaque autre État, elle dispose de deux sénateurs au Congrès des États-Unis, accompagnés par cinquante-trois représentants, plus que tout autre État, en raison de la forte population californienne.

## Exécutif

### Gouverneur

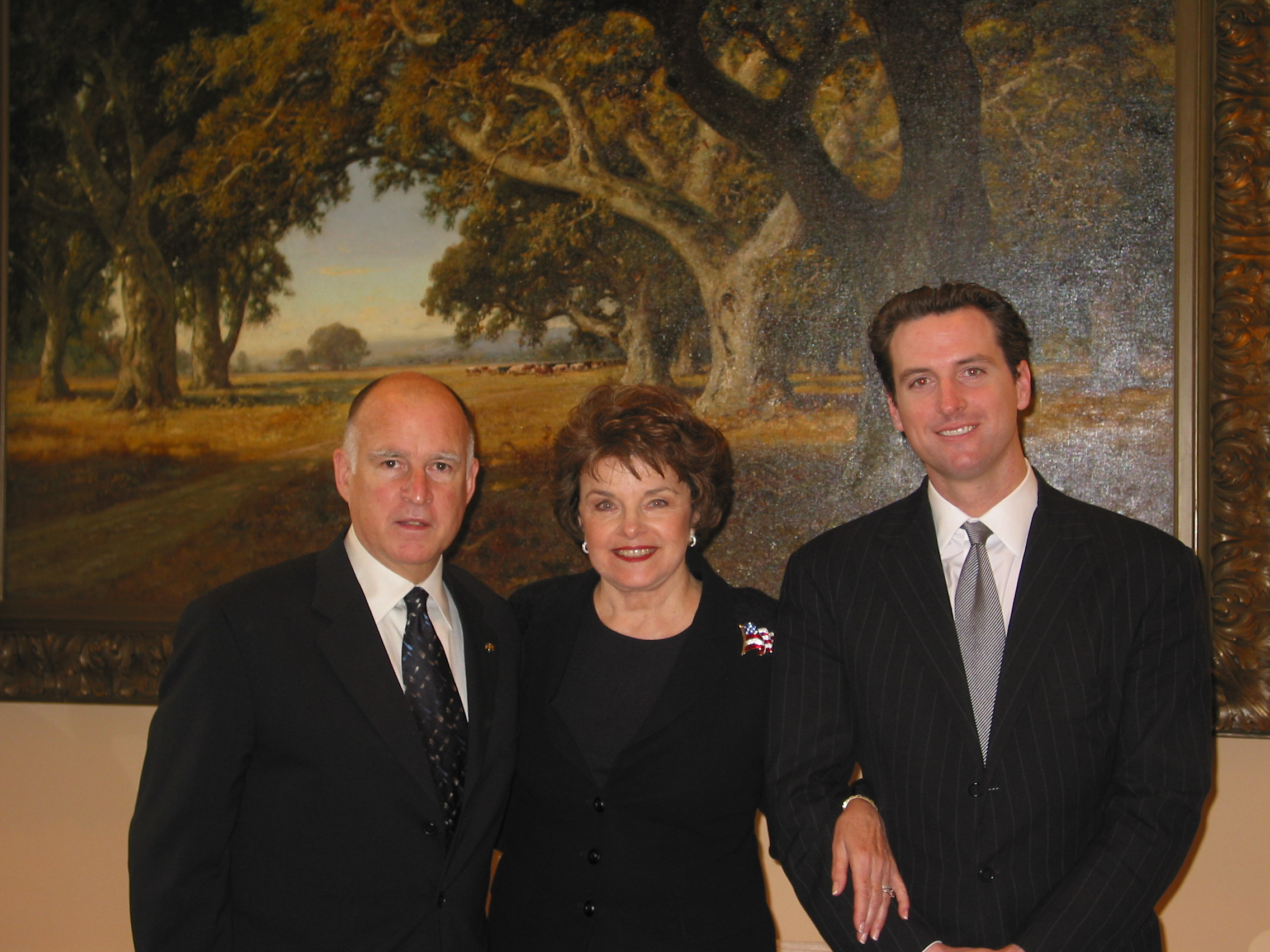
Le gouverneur Jerry Brown, avec le lieutenant-gouverneur Gavin Newsom et la sénatrice fédérale Dianne Feinstein.

Le gouverneur de Californie est le chef du pouvoir exécutif de la Californie. Ses responsabilités principales sont de réaliser chaque année le discours sur l'état de l'État (State of the State) devant la California State Legislature, de présenter le budget, et de s'assurer de l'exécution des lois de l'État. Il a le pouvoir de veto sur les décisions prises par les assemblées (sur l'ensemble d'une loi ou sur un élément particulier), qui peut être néanmoins surpassé par une majorité des deux-tiers de la législature. Le gouverneur peut proposer des référendums aux citoyens californiens. Le gouverneur est aussi le commandant en chef des forces militaires de l'État, il peut donc appeler la garde nationale et la réserve militaire au service actif sans ordre contradictoire du président des États-Unis. Il est aussi membre des régents de l'université de Californie, aux côtés d'autres officiels qu'il désigne en majorité.
Pour se présenter à l'élection au poste de gouverneur, il faut être obligatoirement un citoyen des États-Unis, résider en Californie, et avoir plus de 18 ans. À l'instar du président des États-Unis, le gouverneur ne peut être réélu qu'une seule fois de suite. Le mandat de gouverneur ne peut donc dépasser huit ans au total sans discontinuer. Les gouverneurs entrent en fonction le premier lundi suivant le 1er janvier après leur élection. Il peut perdre sa fonction soit après une procédure d'« impeachment » votée par l'Assemblée et un vote aux deux-tiers du Sénat, soit après des pétitions formulées par les votants californiens suivant une procédure complexe de « recall », qui est utilisée en 2003.
La fonction de gouverneur de Californie est créée en 1849, avant que la Californie ne rejoigne les autres États des États-Unis. Auparavant, elle est dirigée par des gouverneurs mexicains, puis par six gouverneurs militaires américains après la conquête américaine de son territoire. Le salaire annuel du gouverneur est de 175 000 $.
Le gouverneur actuel est le démocrate Gavin Newsom, élu le 6 novembre 2018 et est investi le 7 janvier 2019.

### Lieutenant-gouverneur
Le lieutenant gouverneur est le subordonné du gouverneur bien qu'élu indépendamment de ce dernier. Il siège, tout comme lui, au Board of Regents de l'université de Californie. Son rôle principal est de remplacer le gouverneur en cas d'absence, par exemple lorsqu'il n'est pas présent sur le territoire californien, ou en cas de démission ou de décès. Il est aussi le président du Sénat californien, bien que ce dernier dispose également d'un président pro tempore, siégeant quand le lieutenant-gouverneur est indisponible. Il est élu au cours de la même élection que le gouverneur (pour également deux mandats maximum), mais peut être d'un parti différent, ce qui prend de l'importance au cours de l'histoire de l'État à plusieurs occasions. Si le lieutenant-gouverneur possède tous les droits du gouverneur durant son absence, il ne les utilise pas en pratique ; cependant, Mike Curb, en poste sous l'administration de Jerry Brown, signe plusieurs décrets au cours de l'absence du gouverneur, ce qui fait polémique à l'époque mais en vertu de la légalité des actions, sont confirmés par la justice.
Le lieutenant-gouverneur actuel est la démocrate Eleni Kounalakis, élue le 6 novembre 2018 et est investie le 7 janvier 2019.

### Autres élus exécutifs

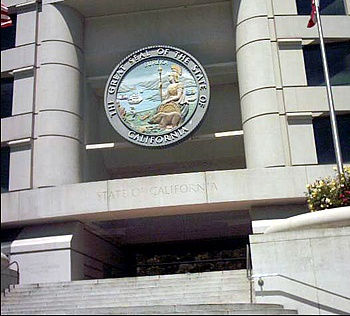
Le Edmund G. Brown State Office Building à San Francisco, siège de plusieurs agences du gouvernement californien.

Les autres élus exécutifs de l'État sont choisis en même temps que le gouverneur, pour un mandat de quatre ans renouvelable une fois et siègent dans le cabinet du gouverneur. Ils sont au nombre de six, chargés des élections, de la justice, des finances, de l'investissement, de l'assurance et de l'éducation.
- Le secrétaire d'État de la Californie (California Secretary of State) est chargé de l'organisation des élections et référendums dans l'État. La démocrate Shirley Weber exerce la fonction depuis 2021 (après la démission d'Alex Padilla, nommé pour remplacer la vice-présidente Kamala Harris, à son poste de sénatrice de Californie);
- Le procureur général de Californie (California Attorney General) est le procureur général d'État qui dirige le département de la Justice (Department of Justice). Le démocrate Rob Bonta exerce la fonction depuis 2021 ;
- L'auditeur d'État de Californie (California State Controller) est le directeur financier de l'État et le président du California Board of Equalization (gérant les impôts) et du Board of Control (organe de supervision financière). La démocrate Betty Yee occupe le poste depuis 2015 ;
- Le trésorier de l'État de Californie (California State Treasurer) contrôle les investissements publics et siège dans plusieurs commissions. La démocrate Fiona Ma exerce la fonction depuis 2019 ;
- Le commissaire de l'Assurance de l'État de Californie (California Insurance Commissioner) supervise et dirige le département de l'Assurance (Department of Insurance), s'occupant des assurances de l'État. Le poste est créé en 1991 après le passage de la proposition 103, par voie référendaire, en 1988. Le démocrate Ricardo Lara exerce la fonction depuis 2019 ;
- Le super-intendant de l'Instruction publique de l'État de Californie (California Superintendent of Public Instruction) est responsable du département de l'Éducation (California Department of Education). Le démocrate Tony Thurmond exerce la fonction depuis 2019.

### Administration
Le gouvernement californien est composé de huit agences placées sous l'autorité directe du gouverneur, ainsi que des centaines de départements et commissions hyérarchisés, qui rendent le paysage administratif de l'État complexe, :

## Législatif

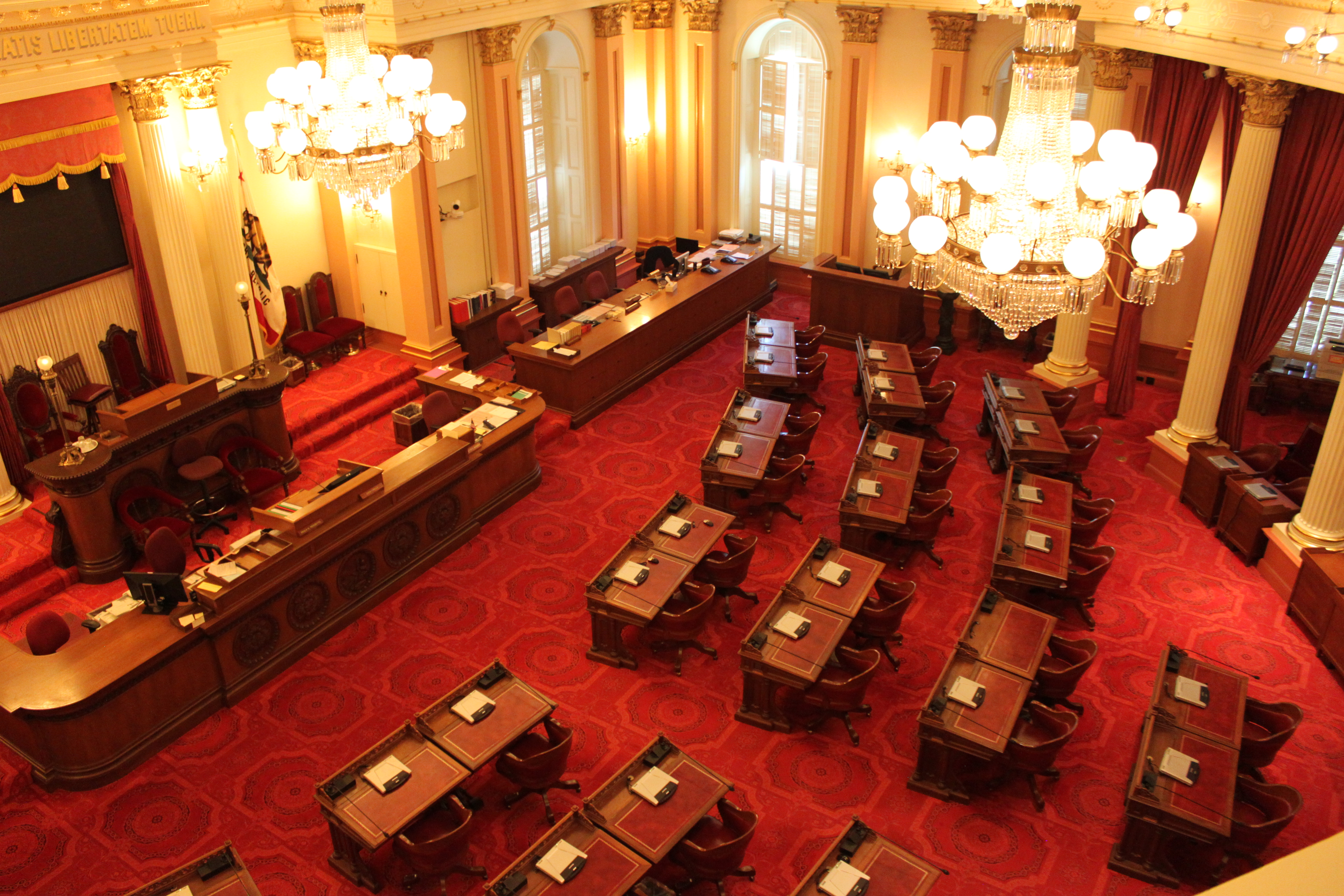
Lieu de réunion du Sénat, au Capitole de l'État de Californie.

Le pouvoir législatif est assuré par la California State Legislature, Parlement bicaméral divisé en une Assemblée (Assembly) composée de 80 membres et un Sénat (Senate) composé de 40 membres, tous deux dominés par les démocrates actuellement. Les membres du Sénat restent en poste pour quatre ans, mais la moitié est renouvelée tous les deux ans ; les membres de l'Assemblée y demeurent deux ans.
Les chambres (Houses) se réunissent dans la capitale Sacramento et se prononcent notamment sur le budget de l'État ; il doit être approuvé à la majorité des deux tiers. Le budget doit être signé par le gouverneur. Les recettes proviennent essentiellement des taxes, impôts et emprunts (ceux-ci pour la construction à long terme).

## Judiciaire

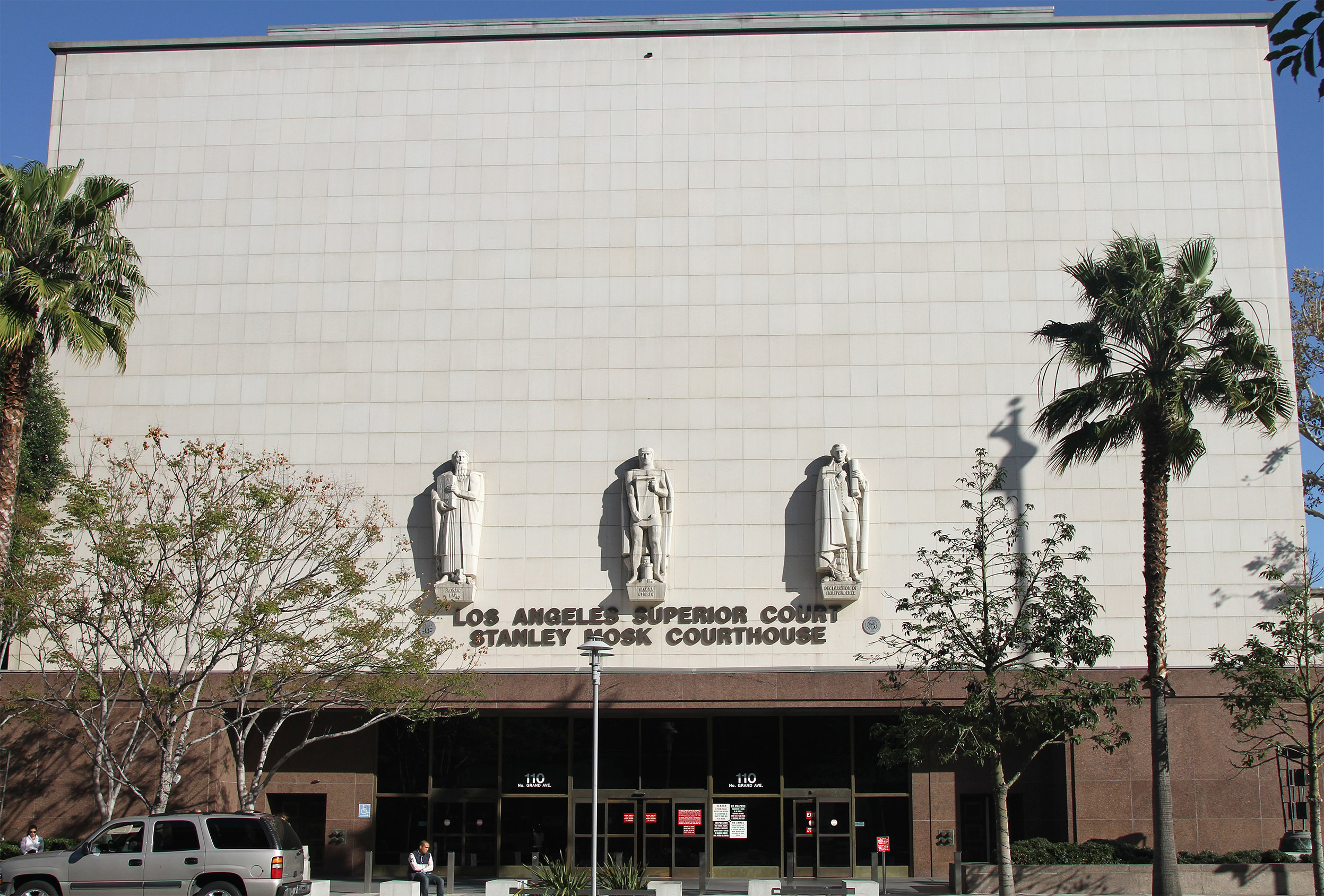
La Stanley Mosk Courthouse dans le centre-ville de Los Angeles.

La justice dans l'État est dépendante de la Cour suprême de Californie, composée d'un président (Chief Justice) et de six autres juges, tous nommés par le gouverneur après approbation par une commission non partisane d'avocats de l'État. Son siège est situé à San Francisco.
L'État est divisé en plusieurs districts qui disposent d'une cour d'appel. Chaque comté a également une cour supérieure de justice avec au moins un juge. Le recours à la justice est assez systématique et pour limiter certains abus les plus flagrants, il existe une procédure dite plaideur en délicatesse. Au niveau pénal, la loi des trois coups permet à la justice de condamner à perpétuité à partir de la troisième récidive de certains crimes.
Le système judiciaire de la Californie est le plus important des États-Unis avec environ 1 600 juges travaillant sur 8 millions de procès chaque année (avec l'assistance de 19 000 personnes et 400 équivalents judiciaires). En comparaison, le système fédéral de justice dispose de seulement 840 juges[réf. nécessaire]. La Californie détient aussi l'une des bases de données génétique la plus importante du monde qui, depuis 2009, comprend les échantillons ADN de toute personne arrêtée et soupçonnée d'avoir commis une felony (proposition 69).

## Subdivisions
L'État de Californie est divisé en 58 comtés.
En Californie, le comté est le gouvernement local par défaut et les 58 comtés recouvrent l'intégralité du territoire. Chaque comté est dirigé par un Board of Supervisors et doit donner aux résidents des services comme la justice, la santé, l'entretien des routes, etc. Si les habitants d'une partie non-incorporée du comté suffisamment large sont mécontents des décisions de leur comté, ils peuvent s'incorporer en une municipalité. Celle-ci peut bénéficier d'une partie des impôts données au comté et peuvent imposer des impôts supplémentaires. Certaines villes ont choisi délibérément de se marginaliser de leur comté, ce qui mène à des situations extrêmes: la ville de Vernon est ainsi presque totalement une grande zone industrielle tandis que Los Altos Hills est entièrement résidentielle. 
Il y a donc de grandes différences entre certaines villes. Par exemple, Santa Monica est bien plus généreuse dans l'aide aux sans domicile fixe que les autres villes du comté de Los Angeles, ou le gouvernement lui-même. Le pouvoir des villes par rapport à leur comté est, en Californie, encore plus grand, puisque les lois proposées par le comté ne s'appliquent pas aux municipalités à moins que chacune les aient ratifiées. Ainsi, par exemple, dans le comté de Los Angeles, quelques villes n'ont pas ratifié la loi obligeant l'affichage d'une estimation de la sécurité alimentaire des restaurants et, par conséquent, même si la loi a été votée il y a plusieurs années, ces villes ne sont pas obligées de la suivre.